# Mikoyan-Gurevich I-250
Trong chiến tranh thế giới thứ II, với sự xuất hiện Me-262 của Đức quốc xã đã khiến Liên Xô bị phá sản chương trình phát triển máy bay chiến đấu có hiệu suất cao với kết quả là Mikoyan-Gurevich I-250 (N).

## Lịch sử
Mặc dù là một máy bay quy ước khá lớn, nó có hệ thống đẩy mới lạ được đánh giá khá cao - động cơ nhiệt. Đó là loại động cơ phản lực thế hệ đầu của Klimov VK-107R công nghệ V-12 pít tông theo quy ước và có động cơ cánh quạt ở phía đầu, động cơ cánh quạt được gắn với động cơ phản lực nhờ trục truyền lực tới máy nén của động cơ phản lực phía sau. Nó có động cơ hỗn hợp kết hợp hình dáng khiến cho máy bay có thể đạt tới được vận tốc 513 mph (825 km/h), nhưng không quá 10 phút. Nếu không sử dụng động cơ phản lực, vận tốc cực đại là 421 mph (677 km/h). Máy bay có tên I-250 (nghĩa đen "Kẻ phá hoại"), nhưng ở nhà máy nó có mã là N.
Mẫu đầu tiên bay vào ngày ngày 3 tháng 3 năm 1945. Vào ngày ngày 5 tháng 7 năm 1945, nó đã gặp tai nạn ở phần đuôi và phi công bay thử nghiệm Alexander Deyev đã thiệt mạng. Các chuyến bay thử nghiệm tiếp tục với mẫu thứ hai. Sau một thời gian, 50 chiếc đầu tiên đã được sản xuất. Tuy nhiên, nó đã gặp phải nhiều vấn đề. Trong thời gian đó, Liên Xô cũng đang thiết kế những mẫu máy bay phản lực thực sự đầu tiên, MiG-9 và Yak-15, những mẫu máy bay này đã khiến I-250 trở nên lỗi thời. Vì vậy, năm 1947, VVS (không quân Liên bàn Xô viết) đã chấm dứt sự phát triển xa hơn nữa của mẫu I-250 (MiG-13). Nó được chuyển sang cho không quân hải quân, nhưng kế hoạch cũng chấm dứt vào tháng 4-1948.
Theo điểm khởi đầu, 50 chiếc đã được sản xuất trong năm 1945, phục vụ trong hạm đội Baltic và hạm đội biển Bắc đến trước năm 1950 thì I-250 được gọi với tên MiG-13.

## Lực lượng sử dụng
- Liên bang Xô viết
  - Không quân hải quân Xô viết

## Thông số kỹ thuật

hình chiếu của MiG-13

### Đặc điểm riêng
- Phi đoàn: 1
- Chiều dài: 8.2 m (26.9 feet)
- Sải cánh: 9.5 m (31.1 feet)
- Chiều cao: 3.7 m (12.1 feet)
- Diện tích : 15 m²
- Trọng lượng rỗng: 2935 kg (6.470 lb)
- Trọng lượng cất cánh: 3680 kg (8.113 lb)
- Trọng lượng cất cánh tối đa: N/A
- Động cơ:
  - 1× VDRK booster thermojet, 600 kgf (1.322 lbf)
  - 1× Klimov VK-107R liquid-cooled V12 engine, 1650 hp (1.230 kW)

### Hiệu suất bay
- Vận tốc cực đại: 825 km/h (512.6 mph)
- Tầm bay: 1380 km (857 miles)
- Trần bay: 11900 m (39.041 feet)
- Vận tốc lên cao: 1086 m/phút (3.562 feet/min)
- Lực nâng của cánh: N/A
- Lực đẩy/trọng lượng: N/A

### Vũ khí
- 3x pháo 20 mm B-20 (mỗi khẩu 100 viên đanh)

## Nội dung liên quan

### Máy bay tương tự
Sukhoi Su-5

### Danh sách máy bay tiếp theo
MiG-8 -
MiG-9 (I-210)/MiG-9 (I-301) -
MiG-13 (I-250) -
MiG-15 -
MiG-17 -
MiG-19

### Danh sách khác
- Danh sách máy bay trong Chiến tranh Thế giới II
- Danh sách máy bay quân sự của Liên Xô và CIS